# Algimantas Guzevičius
Algimantas Guzevičius (ur. 11 kwietnia 1954 w Kłajpedzie) – litewski kolarz szosowy startujący w barwach Związku Radzieckiego, wicemistrz świata w wyścigu drużynowym na czas (1978).

## Życiorys
Jego największym sukcesem było wicemistrzostwo świata w wyścigu drużynowym na czas w 1978. Czterokrotnie zostawał mistrzem Litwy: w 1976 i 1977 w wyścigu wieloetapowym, również w 1976 i 1977 w wyścigu drużynowym na czas. W 1977 i 1978 został w tej ostatniej konkurencji mistrzem ZSRR.
W 1984 ukończył studia w Litewskim Instytucie Kultury Fizycznej, od 1982 pracował jako trener w tym w latach 1979-1982 w Dinamo Kowno, w latach 1990-2000 w szkole sportowej w Kownie.